# Dérussification
Ne doit pas être confondu avec Décommunisation ou Déstalinisation.

Logo de la campagne KyivNotKiev visant à promouvoir à l'étranger le nom ukrainien de la capitale de l'Ukraine au lieu du nom russe encore majoritairement utilisé à l'étranger.

La dérussification est un processus qui se déroule dans diverses régions et pays issus de la dislocation de l'URSS, visant à restaurer les éléments culturels autochtones supprimés par la politique de russification menée pendant les périodes tsaristes et soviétique de leur histoire. Pour le gouvernement russe, la « dérussification » est une « persécution de la culture russe et des minorités russophones ».

## Définitions et caractéristiques
Le degré de « dérussification » dépend de nombreux facteurs dont l'intensité de l'influence politique russe, l'influence de la culture russe sur la culture locale, la proportion de Russes ethniques restant dans le pays après l'indépendance, leur degré d'implication dans la société civile, économique et politique, le sentiment anti-russe des autochtones ou le résultat des élections locales, favorable ou non aux pro-russes. Dans certains pays et à certaines périodes, la « dérussification » est absente ou peu présente, par exemple en Ukraine avant l'« Euromaïdan » de 2013, tandis qu'elle a pu faire l'objet de vastes campagnes comme l'ukrainisation depuis 2014. La « dérussification » peut aussi être une « désoviétisation », par exemple avec le changement de nom, en 2016, de Kirovohrad (commémorant le dignitaire bolchevik Sergueï Kirov) en Kropyvnytskyï (commémorant l'écrivain ukrainien Marko Kropyvnytsky). Certains pays ont des liens privilégiés avec la Russie, comme la Biélorussie depuis la fin du processus de démocratisation en 1994, l'Arménie qui ne pourrait pas soutenir le Haut-Karabagh sans la logistique russe, ou le Kazakhstan dont un quart de la population est russe. Il existe aussi un phénomène d'ostalgie dans l'ex-« bloc de l'Est », comme dans l'ex-Allemagne de l'Est, qui peut inclure une russophilie. D'autres nations en revanche cherchent à se dégager de l'influence russe : c'est le cas des pays baltes qui ont rejoint l'Union européenne et l'OTAN (et qui imposent à leurs citoyens russophones de pratiquer leurs langues nationales pour accéder à la pleine citoyenneté), et c'est aussi, depuis 2014, le cas de l'Ukraine.
Exemples de démarches de dérussification :
- passage du russe à la langue autochtone comme langue officielle et « langue de communication interethnique » (язык межнационального общения) ;
- abandon de l'alphabet cyrillique là où il avait été imposé, et retour aux alphabets antérieurs ;
- restauration des formes autochtones des noms de lieux (par exemple Gouriev devenant Atyraou) ;
- restauration des emblèmes nationaux (drapeau, blason, hymne…) à la place des emblèmes soviétiques ;
- limitation de l'utilisation du russe dans la société, l'enseignement, les médias, l'économie… ;
- limitation ou suppression des points de vue soviétiques dans les manuels scolaires ;
- destruction ou mise au rancart de monuments commémoratifs ou à la gloire de la Russie ou de l'URSS ;
- réorientation de la politique étrangère ou économique en direction d'espaces non russes ;
- limitation de l'établissement de Russes ethniques dans des régions jugées historiquement non russes.

Pour la Russie, il s'agit de « discriminations violant les droits de l'homme des minorités russes ou russophones ».

## Histoire

### Après la chute de l'Empire russe
La dérussification se manifeste d'abord, après la chute de l'Empire russe en février 1917 et la dislocation de la République russe durant l'été 1917, dans les nouveaux États indépendants comme la Finlande, l'Estonie, la Lettonie, la Lituanie, la Pologne, la Moldavie, l'Ukraine, la Géorgie ou l'Arménie.
Parfois la dérussification a pu être un effet secondaire de la politique soviétique elle-même. Ainsi, en Transcaucasie, la dérussification de l'oblast de Kars et des territoires adjacents fut une turquisation rendue possible par le traité de Moscou de 1921, transférant ces régions de la Russie soviétique à la Turquie. Tous les chrétiens de ces territoires qui, au recensement de 1897, y constituaient 47 % de la population, furent chassés ou massacrés. La population slave, qui y constituait 10,6 % de la population (dont 7,7 % de Russes), a chuté à zéro. Les communautés grecques, arméniennes et géorgiennes ont également cessé d'exister.
Plus largement, dans toute l'étendue de la Russie soviétique, au début des années 1920, le gouvernement bolchevik, fédéraliste met en place un processus de dérussification appelé « indigénisation » (korenizatsia), période durant laquelle il prône l'« égalité entre nations cohabitantes » stoppant la russification des populations non russes et promouvant l'usage des langues autochtones dans les administrations gouvernementales, les tribunaux, l'enseignement et les médias. Le slogan alors en usage était que les cultures locales devaient être « socialistes dans leurs contenus mais nationales dans leurs formes » : les populations frontalières comme les Caréliens ou les Moldaves étaient alors reconnues respectivement comme finnoises ou roumaines et leurs républiques autonomes devaient jouer le rôle de « préfiguration de la Finlande socialiste » ou de la « Roumanie socialiste », pour promouvoir une société communiste mondiale (le blason de l'URSS symbolisant ce projet). Le gouvernement pouvait alors compter sur la participation active et le charisme de personnalités des nationalités indigènes, agissant dans leur langue locale. Cette politique fut abandonnée en 1925 avec l'adoption, au XIVe congrès du Parti communiste de l'Union soviétique, de la ligne stalinienne du « socialisme dans un seul pays » s'accompagnant d'une reprise de la russification qui s'intensifia dans les années 1930.

### Après ladislocation de l'URSS

#### En Europe et dans le Caucase
En Estonie, la loi sur la langue de 1995 a donné au russe le statut de langue étrangère et prévu l'usage exclusif de l'estonien, langue officielle du pays, dans les organes législatifs et exécutifs, dans les affaires commerciales et pour contacter toute institution publique.
En Géorgie, le déclin de l'apprentissage du russe s'est accéléré après la guerre russo-géorgienne de 2008. Parallèlement, les difficultés économiques et les tensions ethniques poussent de nombreux Russes à quitter le pays : entre 1989 et 2014, leur nombre est passé de 341 172 à 26 453.
En janvier 2021, la Cour constitutionnelle de Moldavie rejette une loi qui aurait donné au russe le statut de langue officielle à égalité avec le roumain, loi adoptée le mois précédent par le parlement alors à majorité pro-russe.
En Ukraine, l'invasion russe du 24 février 2022 provoque une vague de dérussification.

#### En Asie centrale ex-Soviétique
Dans les années 1990, l'Ouzbékistan, le Turkménistan et l'Azerbaïdjan adoptent l'alphabet latin et le Kazakhstan devrait l'adopter en 2025.
Au Kazakhstan, la loi du 22 septembre 1989 confère au kazakh le statut de langue officielle, et le russe n'a plus qu'un statut de « langue véhiculaire » (cf. politique linguistique du Kazakhstan). En parallèle de la diminution drastique du nombre des Russes dans le pays, les autorités kazakhes tentent de limiter voire d’effacer l’héritage historique et culturel du Kazakhstan soviétique. Cette « kazakhisation (ru) » se traduit entre autres par la politique de changements toponymiques, et par la valorisation de la langue kazakhe à l'école et dans les médias. Selon Andreï Grozine, chef du département pour l'Asie centrale et le Kazakhstan à l'Institut des pays de la CEI, la dérussification au Kazakhstan ne se produit pas à la demande des politiciens nationalistes, mais de manière spontanée avec une jeunesse kazakhe plus attirée par l'anglais et l'Occident.
Au Turkménistan, le président Saparmourad Nyazov lance dès le début des années 1990 une politique de dérussification mais garde dans son patronyme le suffixe patronymique russe -ov ; toutefois selon Erika Fatland (en), « aucun des anciens États post-soviétiques d'Asie centrale n'a poussé la dérussification aussi loin que le Turkménistan ».
En Ouzbékistan, le président Islam Karimov qui, lui aussi, garde le suffixe russe -ov, entreprend dans les années 1990 une politique d'« ouzbékisation » visant les minorités non ouzbèkes : cette politique provoque notamment une diminution du nombre des cadres russes et la dérussification de certains toponymes.
Seul le président tadjik Emomali Rahmon (ex-Rahmonov) abandonne en 2007 le suffixe -ov et appelle  les Tadjiks à en faire autant pour « revenir à leurs racines culturelles en utilisant leurs propres noms ». En janvier 2016, les noms de famille à terminaisons russes sont interdits par la loi ; ils ne peuvent plus être donnés à l'état-civil,.
En novembre 2022, le président du parlement du Kirghizistan Nurlan Chakiev déclare que « les noms étrangers [principalement russes] des villages, des districts et des villes du pays doivent être changés ».